# Los Cinco Latinos
Los Cinco Latinos é um grupo vocal-instrumental do rock and roll da Argentina ainda está ativa, estabelecida em 1957. Considerado por muitos como o grupo vocal discurso mais famoso de todos os tempos foi um dos primórdios do rock latino e um dos primeiros grupos a cantar rock em espanhol, bem como em alcançar a fama mundial, replicando estilo doo wop de The Platters. É liderada por uma mulher, Estela Raval, algo incomum na época de sua origem, e seu marido, o trompetista Ricardo Romero, junto com Hector buonsanti, Mariano e Francisco Jorge Crisiglione Pataro, este último substituído em 1960 por Carlos Antimori. 
Em 1957 eles gravaram seu primeiro single com a Columbia ("Young Love", "Abrir as janelas") e em 1958 seu primeiro álbum (Wonderful, Wonderful, Columbia, 1958), acompanhado pela orquestra de Waldo de los Rios, com grande sucesso como "Recordándote" (que alcançou o segundo lugar no ranking da Discomania Mundo transmitir programa para toda a América do WRUL Nova York), "Young Love", "Abrir as janelas" e uma tampa na ultrafamoso espanhol "Only You" (Só você). Imediatamente alcançou um extraordinário circulação internacional foi mantida por muitos anos. Eles fizeram shows ao redor do mundo, vai jogar o Ed Sullivan Show e dividiu o palco com o ourives (The Platters), sendo seu maior hit, "Ballad of a trombeta."

## A conquista do mundo
No início de 1959 eles lançaram seu segundo álbum, "You Tell Me" (Columbia), escolhido como primeiro corte para ser o primeiro tema rock roll composto por autores sul-americanos que se tornou sucesso internacional. Naquele mesmo ano, fez sua primeira turnê internacional para o Uruguai, Chile, Colômbia, Equador, Venezuela, Chile, México (onde permaneceram por seis meses), Costa Rica e Porto Rico. Na Venezuela teve seu próprio show. No México ficou em primeiro lugar durante quatro meses, como figuras centrais do então famoso programa de televisão Siempre en Domingo, liderada por Raul Velazco, aparecendo em praças, para acomodar ÚBLICO irão suas apresentações.
Em 1960 foi para a Espanha onde a sua chegada foi um evento nacional, aparecendo no Parque Flórida. 
Eles viajaram por todo o país por um ano e meio, incluindo uma performance histórica conjunta com o ourives (The Platters) em 29 de junho 1960 na praça de touros em Valência antes de 35.000 pessoas. Em 1961 apareceu no Olympia de Paris com Gilbert Becaud, estando entre os artistas do público, como Judy Garland, Charles Aznavour e Piaf Édith. O passeio continua por Portugal, Itália, Grécia, Egipto, Israel, Líbano, Inglaterra, e novamente na Espanha para trabalhar ao lado de Frank Sinatra em um programa especial do Festival. Depois de viajar toda a Europa, visitou a América, realizando, na Califórnia, em Los Angeles, San Francisco, Hollywood e Las Vegas.

## Separação
Em 1969, quando o seu sucesso não parecia cair, anunciou a dissolução da banda e lançar uma carreira solo de Estela Raval. A despedida foi realizado no luxuoso Hotel Hermitage de Mar del Plata, fechando o desempenho com uma entrega inesquecível e agitação de "You Are My Destiny", que Estela Raval não pude deixar de chorar, a ponto de estrangulamento da canção.
Após a separação Estela Raval desenvolveu uma carreira solo, acompanhada por seu grande marido, Ricardo Romero, mas sem atingir o reconhecimento que recebeu a banda. Mariano Crisiglione criou seu próprio ensemble vocal, Charles Antinori fundou sua própria orquestra e buonsanti Hector foi dedicada a arranjos de sons.

## Retorno
Em 1982 os organizadores da Copa do Mundo 1982 na Espanha através da oferta de contratos de Cinco Latinos se eles decidiram se reunir novamente, algo que eles concordaram em fazer sob o nome "Estela Raval y Los Cinco Latinos", com os mesmos membros que compunham do grupo entre 1961-1970, com excepção do buonsanti Hector, que foi reemlazado por Augusto Granatta.
O regresso da "Estela Raval y Los Cinco Latinos" foi finalizado em 30 de junho em um show chamado "A reunião dos 5 Latinos" no mesmo local onde foram feitas na Espanha, pela primeira vez em 1960, "O Parque Flórida . O concerto foi um dos eventos mais significativos durante as celebrações do Mundo. 
Um dos críticos espanhóis que cobria a apresentação expressa o sentimento da seguinte maneira:
"O tempo passou e moda mudou, mas o romântico, a qualidade deste grupo maravilhoso foram gravados para sempre nos corações das pessoas de hoje e aqueles que amamos todas aquelas belas canções ea voz inesquecível que colocá-los em nossos corações estamos aqui ... Era como se uma onda de nostalgia que aproveitar todos os presentes para ouvir as melodias que uma história de sucesso, a pele fica fria, os poros traído as emoções e tudo foi uma explosão de momentos vívidas que surgiu a partir passou para o coração dos homens e mulheres cheios de sentimento ... Depois, com palavras apropriadas Estela Raval, disse ... "Voltamos porque era o que precisamos e porque você amou ..."
Em seguida, realizou uma turnê europeia, Porto Rico, Venezuela, República Dominicana e Cuba. Na República Democrática do Congo realizou quatro espectáculos esgotados no teatro Karl Marx "(ex Tropicana) de Havana, que mais tarde foram publicados em um álbum, " realizada em Havana.
Os anos seguintes continuou a fazer performances Los Cinco Latinos emotivo na América e Europa, incluindo apresentações pendentes ao lado de Alberto Cortez e Paloma San Basilio, gravando 16 álbuns até 2003. Em 2005 eles lançaram um novo álbum, Living com tudo. Raval realiza aqui um leque de ritmos e estilos, realizando 15 faixas. O álbum foi novamente nomeado para o Prêmio Gardel 2006 (Melhor Álbum Romântico).
Em 2007 comemorou seus 50 anos. Seu duro!, Ganhou o Prêmio Gardel de Melhor Romance Álbum de 2003, e um disco de ouro por exceder as 30.000 unidades vendidas. O show de mesmo nome, atraiu mais de 300.000 espectadores. Em 2006 foi lançado um DVD que reúne os melhores momentos on! no Teatro Astros de Buenos Aires. A performance ao vivo foi realizada no Luna Park e dois de teatro Gran Rex, em um show chamado "Maravilhoso 50", que foi depois transportado para o resto da Argentina e do mundo.

## Álbuns
como "Los Cinco Latinos"
- Maravilhoso, maravilhoso, Columbia, 1958

- Você me diz, Columbia, 1959

- Los Cinco Latinos, Columbia, 1959

- Hino ao Amor, Columbia, 1960

- Conquistar o mundo, Columbia, 1961

- Triunfante retorno, Columbia, 1962

- The Fabulous Five latinos, Columbia, 1962

- Apelo global, Columbia, 1963

- Land, CBS, 1963

- Los Cinco Latinos cantar tangos!, Columbia, 1964

- Los Cinco Latinos, CBS, 1964

- Nosso 5 Latinos, Music Hall, 1964

- O show de Cinco Latinos, Music Hall, 1965

- O show de Cinco Latinos, Vol. 2, Music Hall, 1965

- Los Cinco Latinos, Quinta, 1966

- Tangos!, Quinta, 1966

- Em um canto da alma, Quinta, 1967

- Décimo aniversário Book 1, quinta, 1967

- Décimo aniversário Volume 2, quinta, 1967

- The Black Rose, Quinta, 1968

- Uma mosca, Quinta, 1969

- Seus sucessos mais recentes, Fret, 1969

Como "Estela Raval & Los Cinco Latinos"
- O melhor momento, CBS, 1982

- Encontro em Havana (live), 1983

- Estela Raval, 1984

- Estela Raval em Michelangelo (live), 1985

- Você, 1986

- Estela Raval de hoje (a história de seu sucesso)

- A, 1990

- In Concert Vol. 1 (live), 1992

- In Concert Vol. 2 (live), 1992

- Noche de Ronda, 1993

- Vida, 1995

- Em rigoroso direta. 40 Years (live), 1997

- Fabulous 40 Years Later (live), 1997

- O amor do meu povo, 2000

- Estela Raval e Alberto Cortez (Em um canto da alma), 2002 (álbum duplo)

- Forward, 2003

- viver com tudo, 2005

- maravilhoso 50, 2007

- mas de mi, 2009